# Ахилије Лариски
Свети Ахилије Лариски (грч. Άγιος Αχίλλειος, Кападокија, 3. век - Лариса, 330.) је био епископ у Лариси и хришћански светитељ. 
Рођен је у Кападокији (данашња Турска), а касније је постао епископ у Лариси (данашња Грчка). Учествовао је на Првом васељенском сабору у Никеји (325), на коме је иступао против аријанства. Преминуо је 330. године у Лариси, где се развио његов светитељски култ. Његове мошти су почивале у Лариси све до 985. или 986. године, када је цар Самуило освојио велики део Тесалије, укључујући и Ларису, одакле је пренео Ахилијеве мошти у Преспу, на острво у Малом преспанском језеру, које се и данас зове оствро Светог Ахилија. Култ овог светитеља био је веома раширен у Самуиловој Преспанској архиепископији и потоњој Охридској архиепископији, а такође и у српској Жичкој архиепископији.
Српска православна црква га слави 15. маја по јулијанском, тј. 28. маја по грегоријанском календару. У хагиографској традицији забележен је следећи приказ Ахијијевог иступања против аријанства на Никејском сабору (325): Ахилије, узевши камен, викнуо је аријанцима: Ако је Христос створење божје, како ви кажете, реците, нека из овог камена потече јелеј! Аријанци су ћутали и чудили се таквом позиву. Тада је Ахилије опет рекао: А ако је Син божји раван Оцу, као што ми верујемо, нека потекне јелеј из овог камена!. И јелеј је заиста потекао. 
Светог Ахилија Лариског не би требало мешати са светим мучеником Архилијем, који се слави 6. априла.